# Dialium bipindense
Dialium bipindense är en ärtväxtart som beskrevs av Hermann August Theodor Harms. Dialium bipindense ingår i släktet Dialium och familjen ärtväxter. IUCN kategoriserar arten globalt som nära hotad. Inga underarter finns listade i Catalogue of Life.